# Arkadiusz Mikołajczyk
Arkadiusz Mikołajczyk (ur. 5 lipca 1969 w Staroźrebach) – generał brygady Wojska Polskiego; dowódca 3 Podkarpackiej Brygady Obrony Terytorialnej (2016–2018); szef sztabu w Dowództwie Wojsk Obrony Terytorialnej (2018–2023); radca-koordynator Dowództwo Generalne Rodzajów Sił Zbrojnych (marzec – listopad 2023), radca generalny Sztabu Generalnego Wojska Polskiego.

## Życiorys
Urodził się 5 lipca 1969 w Staroźrebach.

### Wykształcenie
Absolwent Wyższej Szkoły Oficerskiej Wojsk Zmechanizowanych we Wrocławiu (1994);  Akademii Obrony Narodowej w Warszawie (2002); studiów podyplomowych w Wyższej Szkole Bankowej we Wrocławiu (2013); studiów doktoranckich w Akademii Obrony Narodowej (2014) oraz: Wyższego Kursu Doskonalenia Oficerów dla dowódców batalionów w Wyższej Szkole Oficerskiej im. Tadeusza Kościuszki we Wrocławiu (1999); Kursu Prawo Konfliktów Zbrojnych w Wyższej Szkole Oficerskiej Wojsk Lądowych we Wrocławiu (2007); Kursu Dowódców Batalionów w AON (2007); NATO European Security Cooperation oraz NATO Comprehensive Operational Planning (2012) w NATO School Oberammergau (Niemcy).

### Służba wojskowa
We wrześniu 1990 podjął studia wojskowe jako podchorąży w Wyższej Szkole Oficerskiej Wojsk Zmechanizowanych, które ukończył w 1994 uzyskując dyplom inżyniera – dowódcy. W sierpniu tego roku był promowany na pierwszy stopień oficerski – podporucznika. We wrześniu 1994 został skierowany do Kłodzka na stanowisko dowódcy plutonu w 2 Kłodzkim batalionie piechoty górskiej z 22 Brygady Piechoty Górskiej, gdzie był do 1996. W tym samym roku awansuje na dowódcę kompanii, którą dowodzi do 2000. W 2002 po ukończeniu studiów na AON został skierowany służbowo do Warszawy obejmując funkcję młodszego specjalisty HNS w Dowództwie Wojsk Lądowych. W tym samym roku powrócił do Kłodzka, gdzie do 2004 był dowódcą batalionu w 22 Karpackiej Brygady Piechoty Górskiej Obrony Terytorialnej. W 2004 awansował na stanowisko szefa sekcji operacyjnej S-3 tej Brygady.

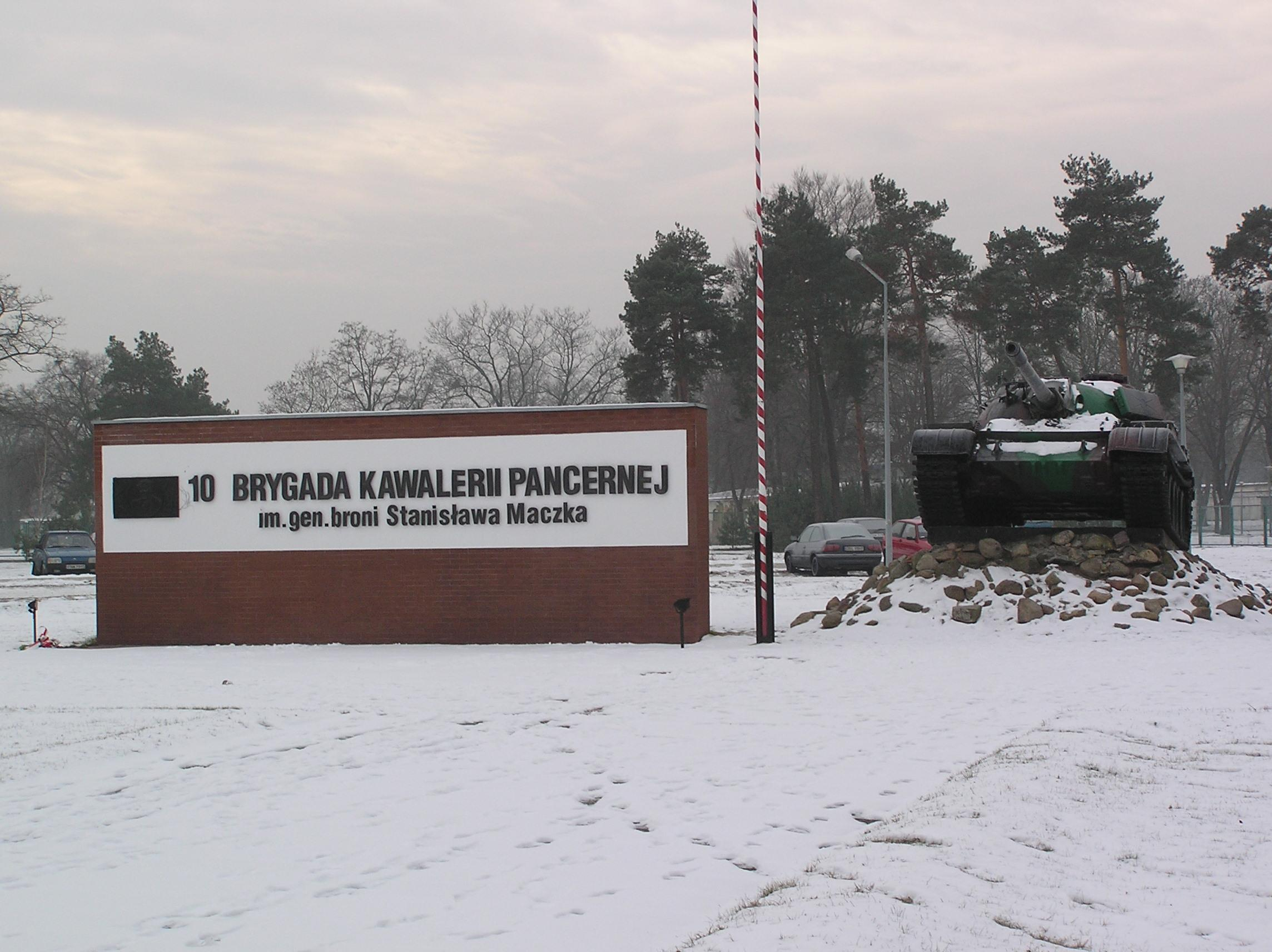
W 10 BKPanc był dowódcą batalionu

W latach 2006–2007 był zastępcą dowódcy batalionu czołgów w 10 Brygadzie Kawalerii Pancernej w Świętoszowie. 12 listopada 2007 został awansowany na stanowisko dowódcy tego batalionu, którym był do 6 sierpnia 2010. Dowodził jednym z najważniejszych pododdziałów brygady, gdzie główną siłą bojową batalionu to czołgi Leopard 2A4, których załogi wielokrotnie podczas jego okresu dowodzenia pokazały wysoki stopień wyszkolenia podczas poligonów, sprawdzianów oraz inspekcji. 6 sierpnia 2010 pożegnał się z 10 Brygadą Kawalerii Pancernej w Świętoszowie powiedział. W sierpniu 2010 objął funkcję szefa szkolenia w 34 Brygadzie Kawalerii Pancernej w Żaganiu, którą sprawował do roku 2011. Od 28 października 2010 do 20 kwietnia 2011 uczestniczył w VIII zmianie w PKW Afganistan, pełnił funkcję szefa zespołu oficerów łącznikowych w bazie Bagram z dowódcą zmiany gen. bryg. Andrzejem Reudowiczem. Po powrocie z misji został szefem sztabu 17 Wielkopolskiej Brygady Zmechanizowanej w Międzyrzeczu, którym był w latach 2011–2016. W 2013 pełnił obowiązki szefa sztabu Grupy Bojowej Unii Europejskiej (2013/I). 1 sierpnia 2016 został wyznaczony na dowódcę 3 Podkarpackiej Brygady Obrony Terytorialnej z dniem objęcia obowiązków 12 sierpnia 2016. 7 maja 2018 w Maleniskach wraz z innymi gośćmi (minister Michał Dworczyk, poseł na Sejm RP Anna Schmidt-Rodziewicz, komendant Związku Strzeleckiego „Strzelec” Józefa Piłsudskiego) dokonał uroczystego otwarcia strzelnicy „Anna” w ramach programu MON „Strzelnica w każdym powiecie”.

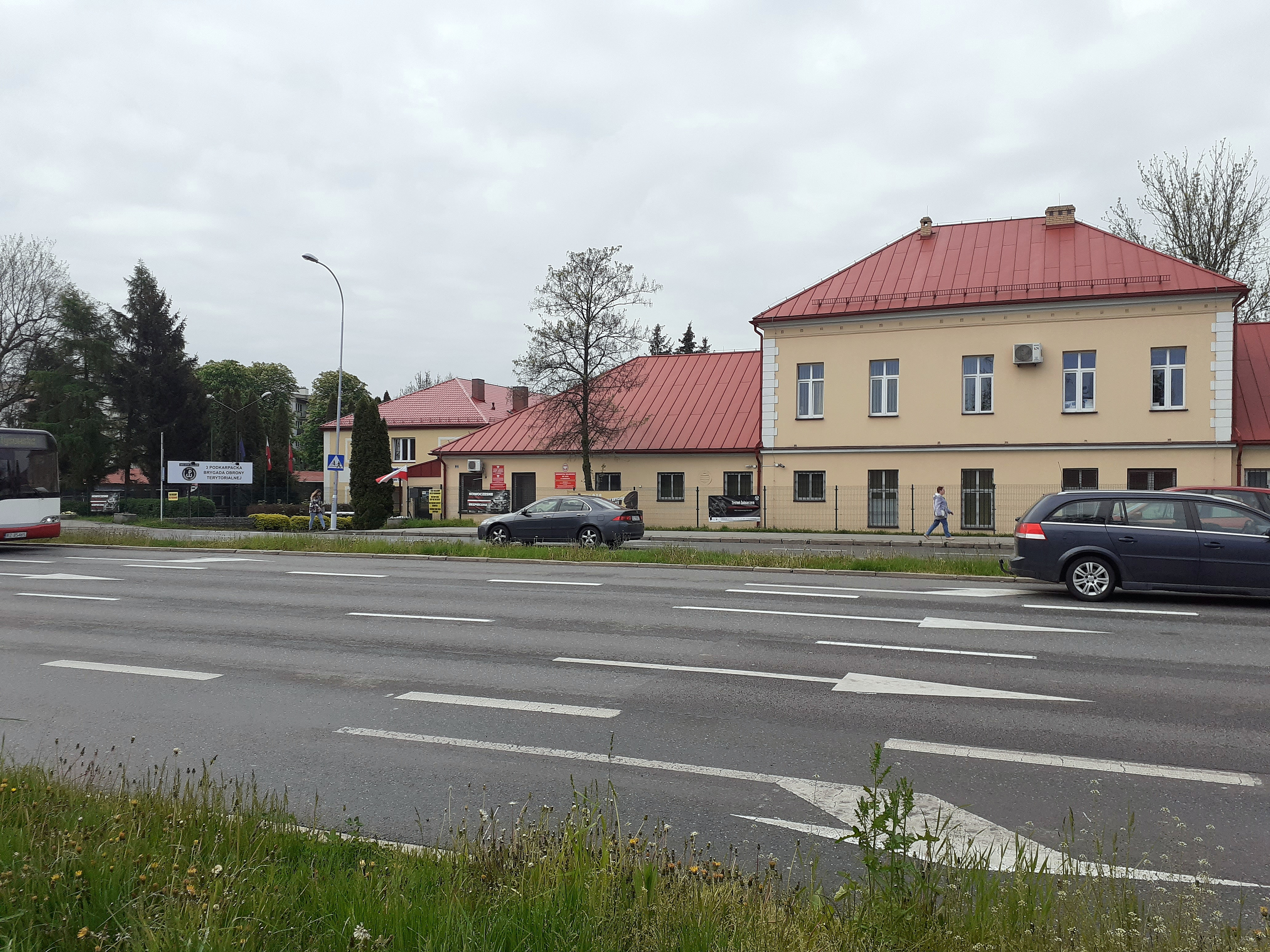
Dowodził 3 PBOT (2016–2018)

27 maja 2018 w Mielcu był organizatorem uroczystości zaprzysiężenia 3 Podkarpackiej Brygady Wojsk Obrony Terytorialnej. W połowie czerwca 2018 został odwołany ze stanowiska przez ministra obrony narodowej Mariusza Błaszczaka. 15 czerwca 2018 w Rzeszowie w obecności dowódcy Wojsk Obrony Terytorialnej gen. bryg. Wiesława Kukuły przekazał obowiązki dowódcy 3 Podkarpackiej Brygady Obrony Terytorialnej dotychczasowemu swojemu zastępcy ppłk. Witoldowi Bubakowi. Od 2018 zajmował stanowisko szefa sztabu w Dowództwie Wojsk Obrony Terytorialnej. 11 sierpnia 2022 uczestniczył w dwudniowej wizycie w Stanach Zjednoczonych sekretarza stanu z Biura Bezpieczeństwa Narodowego Jacka Siewiery, poświęconej kwestiom bezpieczeństwa i ochrony ludności cywilnej. Z dniem 27 marca 2023 minister obrony narodowej Mariusz Błaszczak wyznaczył go na radcę-koordynatora w Dowództwie Generalnym RSZ. W maju 2023 gen. broni Wiesław Kukuła złożył wniosek o mianowanie na pierwszy stopień generalski płka Arkadiusza Mikołajczyka do Ministra Obrony Narodowej, ale nie został on zatwierdzony. Po ponownym wniosku, 14 sierpnia 2023 prezydent RP Andrzej Duda mianował go na stopień generała brygady. Od 2024 radca-koordynator w Sztabie Generalnym Wojska Polskiego.

## Awanse[20]
- podporucznik – 1994
- porucznik – 1997
- kapitan – 2001
- major – 2003
- podpułkownik – 2007
- pułkownik – 2016
- generał brygady – 14 sierpnia 2023[21]

## Ordery, odznaczenia i wyróżnienia
W ponad 34 letniej służbie wojskowej był wyróżniany i odznaczany:
- Wojskowy Krzyż Zasługi – 2014[22]
- Gwiazda Afganistanu
- Srebrny Medal „Za Zasługi dla Obronności Kraju”
- Brązowy Medal „Siły Zbrojne w Służbie Ojczyzny”
- Brązowy Medal „Za zasługi dla obronności kraju”
- tytuł honorowy "Zasłużony Żołnierz RP" I stopnia – 2017[23]
- Odznaka Honorowa Wojsk Lądowych
- Wojskowa Odznaka Sprawności Fizycznej I stopnia
- Odznaka pamiątkowa 3 Podkarpackiej Brygady Obrony Terytorialnej – 2017[24]

i inne